# Albardener
Un albardener o albarder era un menestral que tenia com a ofici fer albardes, que servien per cavalcar i per dur càrrega sobre bèsties de peu rodó. Al segle xv, per exemple, treballaven uns quants albardeners a la ciutat de Lleida.